# Муртузалиев, Сулейман Багандович
Сулейман Багандович Муртузалиев  (род. 1935, село Мекеги, Дагестанская АССР) — передовик сельскохозяйственного производства, старший чабан совхоза «Красный Маныч» Туркменского района Ставропольского края, полный кавалер ордена Трудовой Славы.

## Биография
Родился в 1935 году в селе Мекеги Левашинского района Дагестанской АССР в многодетной крестьянской семье.
На Ставрополье переселился с семьёй в середине 1960-х годов как участник государственной программы развития в Ставропольском крае тонкорунного овцеводства.
С 1968 года до выхода на пенсию в 2009 году работал старшим чабаном в совхозе, а затем в СПК «Красный Маныч» посёлка Красный Маныч Туркменского района Ставропольского края.

### Награды
- ордена Трудовой Славы трёх степеней[1].
- Медаль «За трудовую доблесть»,
- Медали «За заслуги перед Ставропольским краем»
- Дипломы ВДНХ СССР,
- Грамоты Министра сельского хозяйства СССР, Министра сельского хозяйства РСФСР, а также Ставропольского края и Туркменского района[1].

После выхода на заслуженный отдых проживает на Ставрополье.

## Судебный вердикт
31 августа 2011 года Туркменский районный суд признал неправомерными действия должностных лиц о регистрации в нежилом помещении 76-летнего Сулеймана Муртузалиева, у которого свыше 15 государственных наград. Однако, как пояснил помощник судьи Александр Крупинский, речь о его выселении не идет. Всего суд рассмотрел около 60 подобных дел, по которым проходили 253 человека.
Полпред Дагестана в Ставропольском крае Абдула Омаров сообщил, что глава республики Магомедсалам Магомедов уже направил в адрес губернатора Валерия Гаевского обращение с просьбой вмешаться и разобраться в этой ситуации.
Муртузалиев написал письмо полпреду президента РФ в Северо-Кавказском федеральном округе Александру Хлопонину.